# Blancotherium buckneri
Il blancoterio (Blancotherium buckneri) è un mammifero proboscidato estinto, forse appartenente ai cherolofodontidi. Visse nel Miocene superiore (circa 10 milioni di anni fa) e i suoi resti fossili sono stati ritrovati in Nordamerica.

## Etimologia
Il nome del genere Blancotherium è composto dal nome del Blanco Creek, nel Texas dove furono ritrovati fossili, e dal suffisso in lingua greca antica thēria, che significa "bestia, animale".  L'epiteto della specie è stato assegnato in funzione del Buckner Ranch, luogo di ritrovamento dell'olotipo.

## Descrizione
Questo animale doveva assomigliare a un odierno elefante indiano come corporatura e dimensioni, ma se ne differenziava nettamente nella forma del cranio e delle zanne. Le zanne superiori erano lunghe, sottili e ricurve verso l'alto, ed erano inoltre sprovviste di bande di smalto; al contrario di quelle di altri gonfoteri, non erano spiralate. La sinfisi mandibolare era rivolta verso il basso, con un angolo compreso tra i 24 e i 38°; la sinfisi era particolarmente allungata negli individui maturi. Al contrario dell'affine Gnathabelodon, Blancotherium era dotato di due piccole difese inferiori, a sezione ovale e dotate di smalto. I terzi molari erano dotati di quattro lofi principali, ma erano presenti un quinto lofo più piccolo e una cuspide posteriore.

## Classificazione
I fossili attribuiti a questo animale furono ritrovati in terreni del Miocene superiore del Texas e descritti inizialmente da Sellards nel 1940 come una nuova specie del genere Gnathabelodon (G. buckneri), e solo successivamente (2019) vennero considerati appartenenti a un genere a sé stante. Gnathabelodon e Blancotherium, in ogni caso, sembrerebbero appartenere al grande gruppo dei gonfoteriidi, una famiglia di proboscidati estinti affini agli elefanti e solitamente dotati di mandibole allungate. La forma "a calzascarpe" della mandibola di questi animali li distingue da tutti gli altri gonfoteri. Un'altra ricerca del 2019 indica che Gnathabelodon potrebbe essere un membro dei cherolofodontidi, o gonfoteri con i denti da maiale, ed è quindi probabile che anche Blancotherium possa appartenere a questa famiglia (Li et al., 2019).